# Egger-Bahn

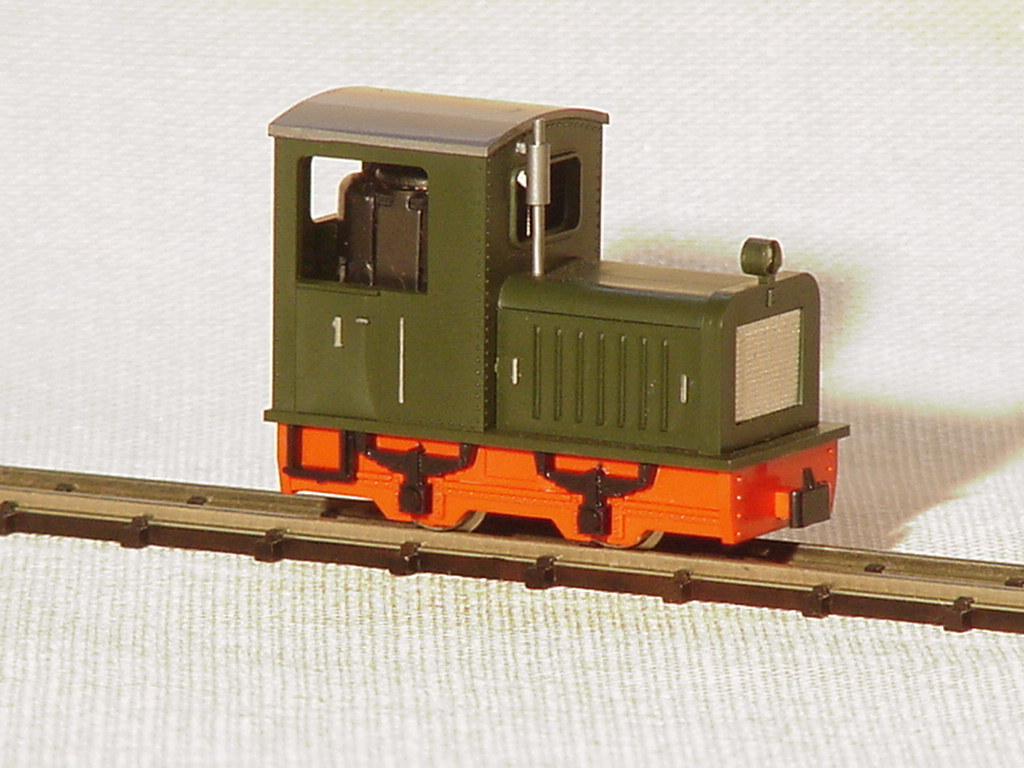
Typische Egger-Feldbahnlok

Egger-Bahn war ein Markenname der Firma Egger, eines ehemaligen Modelleisenbahn-Herstellers aus München. Egger war nach der L. Herr KG in Berlin der zweite deutsche Hersteller, der insbesondere Modelle von Schmalspurbahnen herstellte.
Die Namensrechte liegen heute (Stand: April 2023) bei Roald Hofmann aus dem schweizerischen Seewis.

## Geschichte

### Egger-Bahn bis 1967

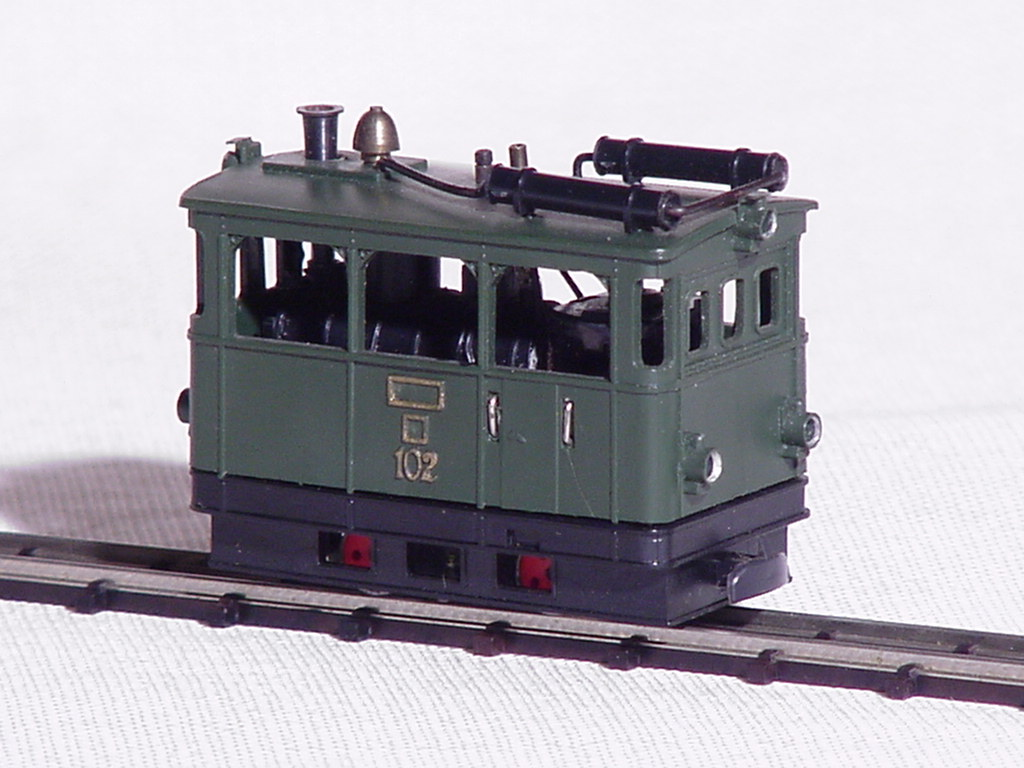
Egger-Bahn Kleinbahnlok „Feuriger Elias“ OEG 102

Das Unternehmen Egger wurde 1963 von drei Geschwistern der Familie Egger gegründet, die Leitung teilten sich kurz darauf der Techniker Theodor Egger und der Kaufmann Johann Egger, während sich das dritte Familienmitglied wieder aus dem Unternehmen zurückzog. Als Investor beteiligte sich 1964 die Firma Constantin Film an dem Unternehmen und nahm auch Einfluss auf die Produkte: So wurden fortan in Anlehnung an die Old Shatterhand/Winnetou-Filme dieser Zeit auch Westernzugmodelle produziert, die kein Erfolg wurden. 1967 wurde die Firma wieder aufgelöst, verbliebene Warenbestände und Produktionsanlagen an den französischen Modelleisenbahnhersteller Jouef verkauft.
Die 1967 auf der Nürnberger Spielwarenmesse vorgestellte Erweiterung des Sortiments um Modelle der Zillertalbahn wurde mangels finanzieller Möglichkeiten nicht mehr produziert. Später wurden diese Modelle vom österreichischen Modelleisenbahn-Hersteller Liliput entsprechend überarbeitet aufgegriffen und werden seither bis heute hergestellt.

### Jouef ab 1967 bis 1994
Jouef führte die Produktion nach der Übernahme von Egger-Bahn praktisch unverändert bis 1971 fort. Der Verkauf der entsprechenden Produkte erfolgte bis 1973.
1983 wurden die Produktionsformen wiederentdeckt. Von 1985 bis 1994 wurden einige überarbeitete Fahrzeugmodelle (von der älteren Auflage zu unterscheiden am grauen statt blauen Verpackungs-Karton) sowie einzelne zusätzliche neu konstruierte Fahrzeugmodelle gefertigt. Zu diesem Zeitpunkt musste der damalige Eigentümer von Jouef, die französische Spiel- und Spielwaren-Gruppe CEJI, Konkurs anmelden. Jouef nahm unter den späteren Besitzern, der Lima-Gruppe, dann Hornby, die Produktion von Modelleisenbahnen in der Spur H0e bis heute nicht wieder auf.

### Egger-Bahn ab 2003
2003 begannen Theodor Egger aus der Schweiz und Ruud Wittekoek aus den Niederlanden noch einmal einen Neustart und reaktivierten den Markennamen und die Vertriebsrechte. Bis heute sind zahlreiche neue Modelle in wesentlich verbesserter Konstruktionsart erschienen, auch Zubehör (Drehscheibe) und einzeln erhältliche neu konstruierte Fahrwerke mit Glockenankermotoren, mit denen die früheren Egger-Bahn-Lokomotiven umgerüstet werden können, um realistische Fahreigenschaften (feldbahntypisch geringe Geschwindigkeit) zu erreichen.

## Produkte

### Schmalspur-Eisenbahnmodelle

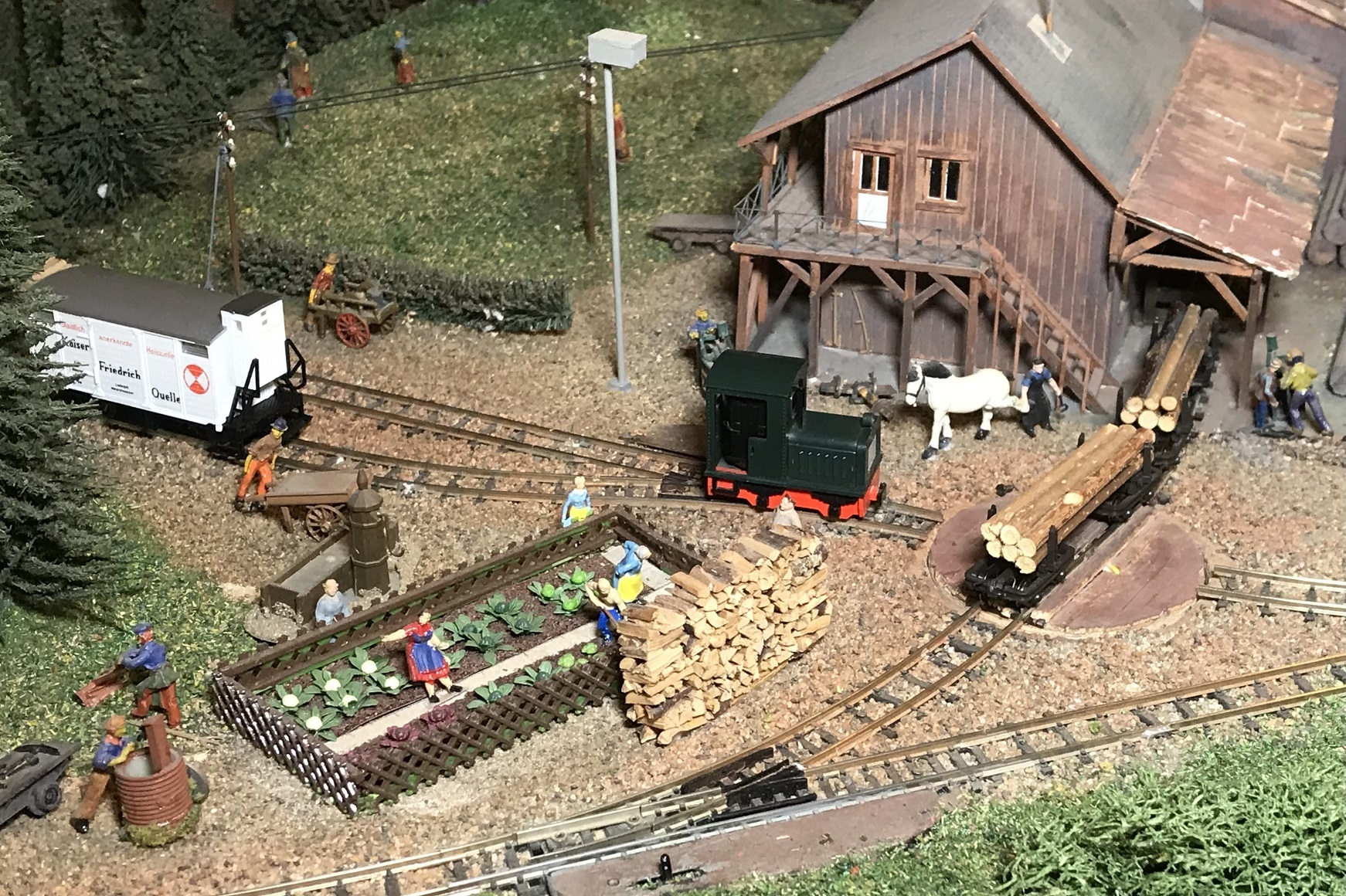
Links und im Bildzentrum, Egger-Bahn-Fahrzeuge, auf einer privaten Spur-H0e-Anlage

Die Feldbahn- und Kleinbahn-Modelle von Egger fahren auf Gleisen der Modellspurweite H0e, das heißt, es sind Nachbildungen von Schmalspurfahrzeugen in der Nenngröße H0, also im Maßstab 1:87. Die Modellspurweite H0e hat einen Gleisabstand von 9 mm, damit lassen sich Schmalspurbahnen mit Vorbildspurweiten von 750 oder 760 mm ungefähr darstellen.

### Elektronik-Experimentiersystem Lectron

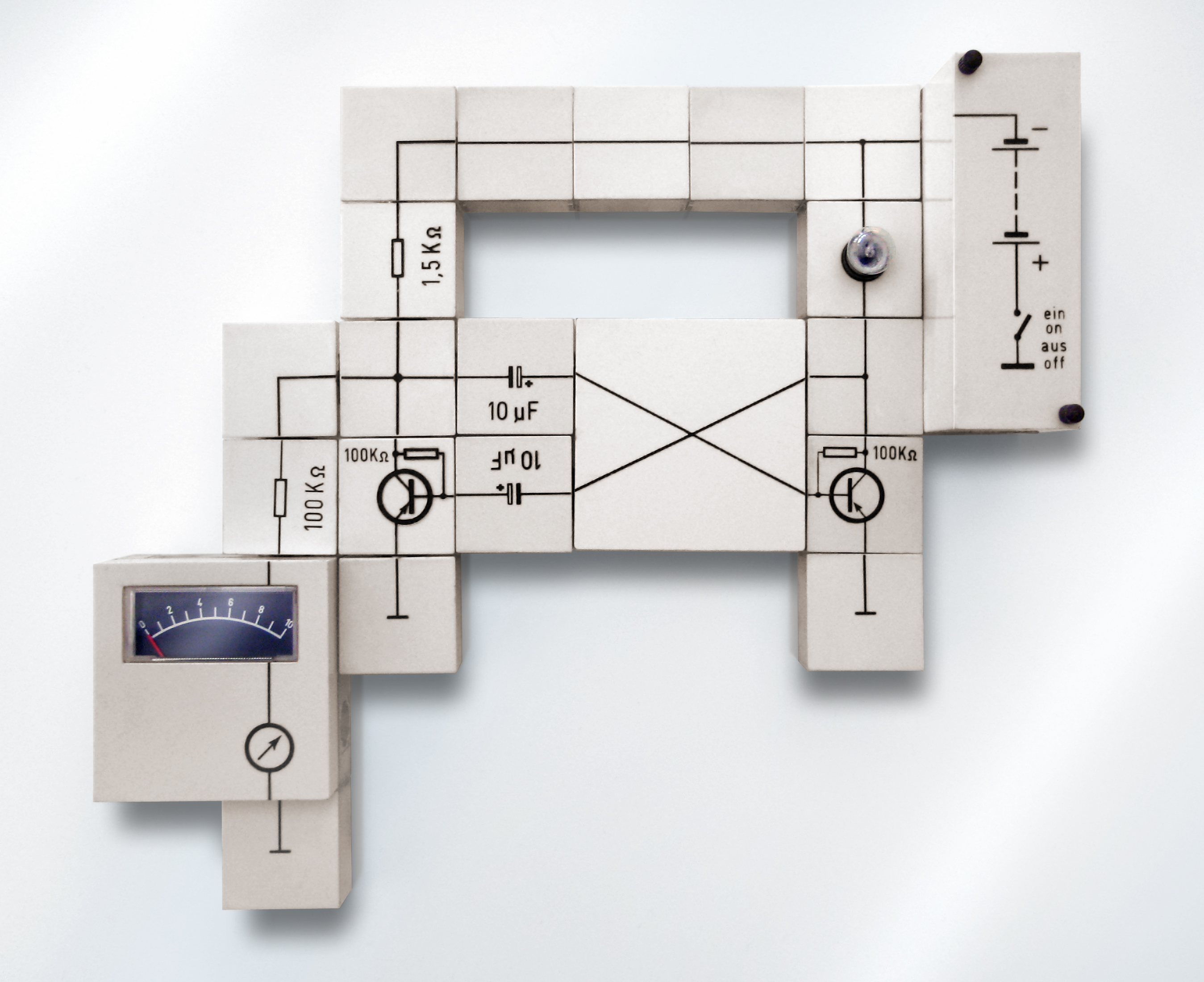
Aufbau einer „Kippstufe“ mit dem Egger Lectron

Ab 1966 wurde die Produktpalette um das Elektronik-Experimentiersystem „Lectron“ erweitert. Das Experimentiersystem wurde vom Entwickler Georg Franz Greger zusammen mit der Egger-Bahn GmbH unter dem Namen „Egger Lectron“ von 1966 bis 1967 angeboten. Erstmals wurde das Lectron-System im Frühjahr 1966 auf der Nürnberger Spielwarenmesse vorgestellt. Im Herbst 1966 erhielt Georg Greger auf der Electronica in München einen 1. Preis für das Design. Ende 1967 wurde die Egger-Bahn GmbH aufgelöst und Lectron von Braun AG übernommen.